# Wohnsiedlung Saatlenzelg
Die Wohnsiedlung Saatlenzelg ist eine kommunale Wohnsiedlung der Stadt Zürich im Saatlenquartier von Schwamendingen, die Mitte der 1970er-Jahre von Walter Gautschi erstellt wurde. Die Siedlung besteht aus einem einzigen Gebäudekomplex und wurde ursprünglich für die Mitarbeiter des Tiefbauamts der Stadt gebaut.

## Lage
Die Siedlung liegt in einem Quartier mit mehreren Genossenschaftsüberbauungen. Sie befindet sich am Ende der Strasse Saatlenzelg neben dem Werkhof des Tiebauamts direkt an der Bahnlinie Zürich–Wallisellen. 

## Geschichte
Mit der Siedlung Saatlenzelg sollte die Arbeit beim städtischen Tiefbauamt attraktiver gemacht werden. In den 1970er-Jahren war es schwierig genügend Strassen- und Bauarbeiter zu finden, weshalb versucht wurde, mit dem Stellenangebot auch Wohnraum in der Nähe des Arbeitsplatzes anzubieten. Die Siedlung wurde deshalb auf einem bislang landwirtschaftlich genutzten Areal neben dem Werkhof erstellt.

## Architektur
Der Gebäudekomplex besteht aus zwei zusammengebauten Zeilen Mehrfamilienhäuser – eine quer zur Bahnstrecke, eine schräg dazu. Dadurch bildet sich gegen die Bahnstrecke einen kleinen Innenhof, der durch eine in einer Buchenhecke versteckten Lärmschutzwand geschützt ist. Die dreigeschossigen Häuser sind mit Laubengängen erschlossen. Die 32 Wohnungen werden für Familien und Betagte genutzt. Die meisten Wohnungen haben 1½ oder 3½ Zimmer.